# جون رانكين فرانكلين
جون رانكين فرانكلين (بالإنجليزية: John Rankin Franklin)‏ هو محامي وقاضي وسياسي أمريكي، ولد في 6 مايو 1820 في برلين في الولايات المتحدة، وتوفي في 11 يناير 1878. حزبياً، نشط في حزب اليمين. وقد انتخب عضو مجلس النواب الأمريكي.